# Anaxipha robusta
Anaxipha robusta är en insektsart som först beskrevs av Perkins, R.C.L. 1899.  Anaxipha robusta ingår i släktet Anaxipha och familjen syrsor. Inga underarter finns listade i Catalogue of Life.